# Decretales pseudoisidorianas

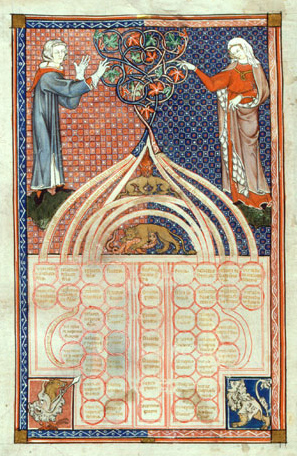
El Decreto de Graciano.

Decretales pseudoisidorianas, Falsas decretales o Pseudo-Isidoro son denominaciones historiográficas de una colección de decretales apócrifas, falsamente atribuidas a un tal Isidorus Mercator, durante mucho tiempo confundido con Isidoro de Sevilla. Las Falsas decretales fueron redactadas entre los años 30 y 40 del siglo IX y constituyeron una de las más importantes fuentes del derecho canónico medieval.

## Composición
El anónimo compilador se esconde bajo el nombre de un obispo ficticio, Isidorus Mercator, tradicionalmente llamado «pseudo Isidoro». Reúne lo mejor de colecciones precedentes (Hispana y también Dionysio-Hadriana y Quesneliana), pero también una centena de decretales totalmente inventadas. La colección es parte de un grupo compuesto hacia mediados del siglo IX en la provincia eclesiástica de Reims. Klaus Zechiel-Eckes identificó el monasterio de Corbie, cerca de Amiens, como el lugar del taller de los falsificadores, demostrando que se habían empleado varios manuscritos de esta abadía. Después de estos descubrimientos las antiguas hipótesis que creían ver en Tours, Reims, Maguncia o incluso Roma la patria de las pseudo Isidoro, carecen de valor científico.
Consideradas como auténticas hasta el siglo XVII, la colección tuvo una gran difusión desde el pontificado de Nicolás I (858–867). No es sustituida hasta el siglo XII por el Decreto de Graciano. Se conocen actualmente más de un centenar de manuscritos fechados desde el siglo IX hasta el XVIII de la colección.
La colección es parte de un conjunto de falsificaciones, todas salidas del mismo taller. Destacan la Hispana Gallica Augustodunensis, una falsificación de la Collectio Hispana; los Capitulaires de Benoît le Lévite y los Capitula Angilramni. Recientemente otros dos textos han sido identificados como productos del mismo taller: un florilegio de las actas del concilio de Calcedonia reveladas en ciertos manuscritos de las Falsas decretales y la Collectio Danieliana una recopilación de textos sobre los procedimientos criminales en derecho eclesiástico, compilado en un único manuscrito de la Burgerbibliothek de Berna.
Estos apócrifos constan en su forma más completa de unas sesenta decretales, todas falsas, de los papas de los tres primeros siglos de la era cristiana, además de concilios griegos, africanos, galos y visigóticos, como los contenidos en la Collectio Hispana, con algunas falsificaciones, asimismo de una recopilación de decretales de los papas Silvestre I a Gregorio II. En esta última parte se encuentran piezas perfectamente falsificadas e interpoladas, así como más de treinta cartas papales falsas.

## Contexto

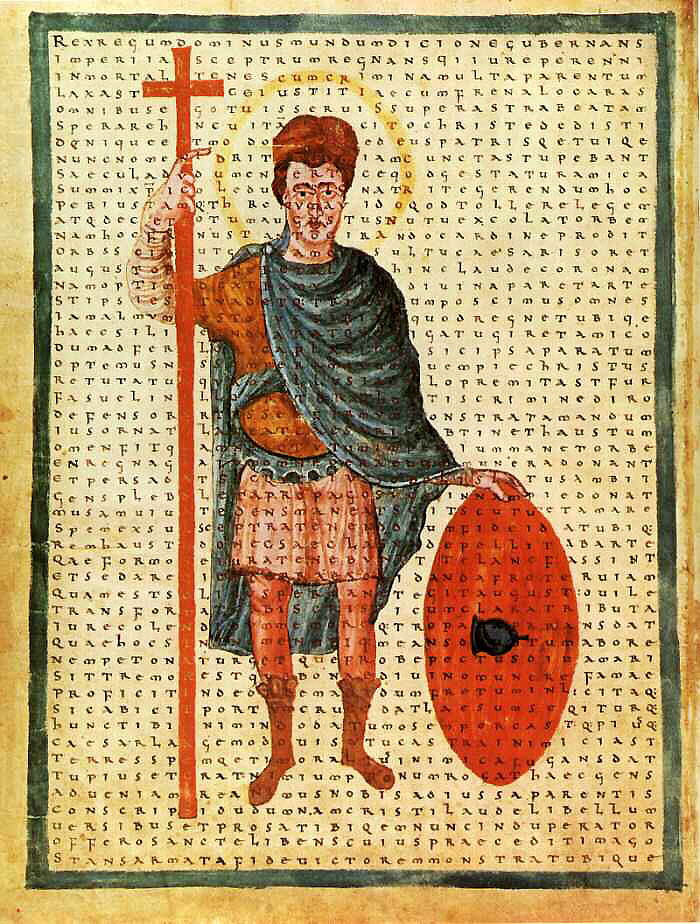
Luis I.

Parece que la accidentada historia del Imperio franco durante los años treinta del siglo IX está en la trastienda del complejo pseudo-Isidoro. En 833 el emperador Luis I el Piadoso fue privado de sus derechos imperiales por sus propios hijos, apoyados por parte del episcopado, preocupados de garantizar sus derechos y su autonomía. Algunos meses más tarde, Luis recupera el trono. Estas convulsiones políticas tienen consecuencias muy desagradables para los obispos de Francia que habían participado en la caída del emperador. Entre otros Agobardo de Lyon, Ebon de Reims y Jesse d'Amiens perdieron sus sillones episcopales, fueron encarcelados (como Ebon) o forzados al exilio, como Agobard o Jesse, que murió a consecuencia de él. El sínodo de Thionville depuso a Ebon de Reims de forma sumaria. Es a este círculo al que también perteneció el abad Wala de Corbie, que buscó a los falsificadores. Zechiel-Eckes ha compilado numerosos indicios que implican a Pascasio Radberto, al mismo abad de Corbie y a uno de sus sucesores como pertenecientes al taller.
Uno de los motivos principales de los falsificadores es la protección de los obispos de los procedimientos criminales. Las acusaciones contra los obispos son directamente prohibidas en algunos textos. A todo acusador de un obispo se le amenaza con las penas del infierno. Si a pesar de todo tiene lugar una acusación, el planteamiento debe ser irreprochable desde todos los puntos de vista. El obispo acusado debe ser inmediatamente restablecido en todos sus derechos, tiene el derecho de prolongar el plazo de apertura de un proceso casi a voluntad. Si el proceso está ya abierto, tiene el derecho a cambiarlo de lugar, de elegir él mismo a los jueces; 72 testigos, todos eclesiásticos de nivel episcopal por supuesto, son necesarios para dictar culpabilidad, etc. Si lo juzgaba oportuno, podía apelar a otros jueces o a la Santa Sede en cualquier momento del procedimiento. Se comprende fácilmente que la condena de un obispo es imposible en estas condiciones, puesto que el acusado es juez y parte.
Otras preocupaciones de los falsificadores fueron la fe ortodoxa, sobre todo en lo que concierne a la Trinidad y las relaciones entre el Padre y el Hijo, la inviolabilidad de los bienes eclesiásticos, algunos aspectos de la liturgia y de los sacramentos, la eucaristía y el bautismo.

## Influencia del texto
Un número relativamente grande de manuscritos del siglo IX dan prueba de la rápida propagación de las falsificaciones, sobre todo en Francia e Italia, así como en el valle del Rin. En cambio, las colecciones canónicas de los siglos IX y X, salvo la Collectio Anselmo dedicata (Italia septentrional) y de Réginon de Prum (Alemania occidental), apenas han tomado nota de las falsas decretales. Esto cambió en el siglo XI con la reforma gregoriana. Las estrechas relaciones entre los obispos y el Papa, tal y como son descritas en las decretales, son un argumento de peso para los reformistas en su lucha contra la simonía. Las colecciones de derecho canónico redescubren las falsas decretales y varias de ellas son simples extractos, con algún añadido de textos provenientes de otras fuentes. Este desarrollo continua hasta el decreto de Graciano (hacia 1140). El decreto logra enseguida una reputación de autoridad en materia de derecho canónico y reemplaza a todas las colecciones anteriores. Únicamente en la época del Gran Cisma de Occidente y de los concilios reformistas de los siglos XIV y XV las falsas decretales retoman el interés de los canonistas y son recopiladas y leídas.
Durante la Edad Media los especialistas tomaron las Falsas decretales como textos perfectamente auténticos. Únicamente en el siglo IX el arzobispo Hincmaro de Reims parece haber tenido sospechas, o sabía más de lo que juzgaba político admitir. Esta actitud cambia en el siglo XV. Nicolás de Cusa, que había copiado personalmente un ejemplar de las decretales (manuscrito 52 de la Fundación Cusanus), remarca algunos anacronismos: ¿era verdaderamente creíble que el Papa mártir Clemente I hubiera fundado la preeminencia de ciertas sedes sobre el hecho de que los paganos tuvieran sus arciprestazgos en estas mismas ciudades?
Durante la reforma del siglo XV los ataques se vuelven más sistemáticos: los Centuriatores Magdeburgenses recopilan argumentos en contra de la autenticidad de las decretales. Pero hace falta esperar hasta 1628 cuando David Blonde, predicador reformista de Ginebra, da la prueba definitiva: los supuestos Papas de los tres primeros siglos citaban las Escrituras de acuerdo con la versión de la Vulgata, que no vio la luz hasta mucho tiempo después de su muerte. De la parte católica habría aún algunas maniobras en retaguardia, pero poco más tarde de principios del siglo XIX ningún teólogo serio tenía dudas sobre su falsedad.

## Ediciones de los textos
La historia de la ediciones de las Falsas decretales está lejos de ser la historia de un éxito de los eruditos. La primera edición apareció en 1525 bajo el cuidado de Jacques Merlin, que simplemente reprodujo un manuscrito, probablemente del siglo XIII, de una forma tardía de las decretales. En 1863 Paul Hinschius hizo aparecer, después de solamente dos años y medio de preparación, su edición Decretales Pseudoisidorianæ et Capitula Angilramni. Un logro prodigioso para la época, la edición sufre no obstante de tres graves desventajas. En primer lugar, Hinschius juzgó mal la fecha de su manuscrito y no tomó como base de su edición las mejores copias. Seguidamente infravaloró el hecho de que las partes de las decretales basadas en textos auténticos estaban asimismo contaminadas en la redacción por las falsificaciones y no reimprimió para estos textos las ediciones vulgares. Finalmente, no se puede uno fiar ni de su texto, ni de sus notas críticas, la rapidez de su trabajo dejó sus huellas. Una nueva edición está a punto de salir bajo los cuidados de Karl-Georg Schon y de Klaus Zechiel-Eckes.
La tradición manuscrita se agrupa en seis o incluso siete versiones diferentes, la más completa, llamada por Hinschius «A1» contiene las tres partes abajo mencionadas (manuscrito más importante Vat. Ottob lat. del siglo IX, Francia oriental); una segunda versión también importante es la clase llamada «A/B» con el Ms. Vat. lat. 630 encabezado (siglo IX, Scriptorium de Corbie); la versión llamada de Cluny (solamente decretales), cuyo manuscrito original ha sobrevivido: New Haven Beinecke Library 442 (Francia, después de 858) ; la versión llamada courte (Hinschius «A2») con el manuscrito Rome Biblioteca Vallicelliana D.38 destacado (siglo IX, provincia eclesiástica de Reims); la clase llamada por Hinschius «B», probablemente fechada en el siglo XI en el norte de Francia (manuscrito p.e. Boulogne-sur-Mer Bibl. mun. 115); la clase «C», también fechada en el siglo XII o puede ser que en el XI; finalmente una forma mixta de elementos en versión corta y la versión de Cluny fechada quizás en el siglo XI.
Se cree que las versiones A1, A/B, A2 y la versión de Cluny salieron del taller de los mismos falsificadores.